# Le Bon et les Méchants
Pour plus de détails, voir Fiche technique et Distribution.
Le Bon et les Méchants est un film français réalisé par Claude Lelouch et sorti en 1976.

## Synopsis
En 1935, Jacques et Simon sont deux malfrats à la petite semaine vivant de braquages et de vols de bijoux. La sortie de la Citroën Traction Avant leur ouvre de nouvelles perspectives en raison de sa vitesse et de sa tenue de route. Ils intensifient leurs forfaits tandis que l’inspecteur Deschamps commence à s’intéresser à eux. Dans un bal populaire, Jacques drague Lola, une jolie prostituée qui va désormais les accompagner dans leurs coups…
Lorsque la Seconde Guerre mondiale éclate, le « bon » comme les « méchants » rejoignent Vichy, puis sont conduits par les événements à revenir à Paris, puis à travailler, chacun de son côté, avec le truand Lafont et le flic radié Bonny, qui dirigent maintenant la Gestapo française. Le jeu du chat et de la souris continue entre eux. Jacques et ses complices se trouvent embringués dans une affaire de vol de tableaux dont Lafont et Deschamps ont spolié des collectionneurs juifs. Le trio veut doubler les Allemands et attaque le train transportant les tableaux à Berlin. Les autorités allemandes déclarent qu’en représailles 50 civils seront fusillés à moins que les tableaux soient rendus. Sous la pression de Lola, Simon rend le butin aux Allemands, mais la guerre est désormais ouverte entre les truands, qui se rapprochent de la Résistance et l’inspecteur Deschamps, engagé dans la collaboration. Deschamps parvient à enlever et à torturer Lola, qui refuse de parler. De leur côté, Jacques et Simon kidnappent Dominique, la femme de Deschamps. Dominique, piégée, avoue être maintenant dégoûté par son mari, qu’elle déteste parce que collabo. Les deux femmes sont échangées. Dominique finit par tromper son mari avec Jacques. Celui-ci en profite pour obtenir de Dominique des renseignements sur les activités en cours de la Gestapo, et les transmet à la Résistance. Les Allemands finissent par le comprendre, et Jacques et Dominique sont arrêtés sur le lieu de leurs rendez-vous.
Jacques est torturé par la Gestapo. Dominique ment pour le sauver, disant aux Allemands que c’est son mari qui renseigne la Résistance. Deschamps a alors le choix : tuer sa femme ou se suicider. Il tue Dominique, mais les Allemands, persuadés qu’il s’agit d’un acte de résistance désespéré, le torturent puis l’emprisonnent. À la Libération, Jacques est décoré par le général de Gaulle, comme Deschamps qui se voit offrir le poste d’adjoint au Préfet de police.
L'aventure du gang des Tractions Avant peut alors commencer, dit le carton final.

## Fiche technique
- Réalisateur : Claude Lelouch, assisté d'Emmanuel Gust
- Musique : Francis Lai, chanson interprétée par Jacques Dutronc
- Photographe de plateau : Jacques Lefrançois
- Montage : Georges Klotz
- Costumes : Colette Baudot
- Société(s) de production : Les Films 13
- Pays de production :  France
- Langue originale : français
- Format : noir et blanc - 1,66:1 -  35 mm - son Mono SEPIA
- Genre : Film de gangsters, drame, romance et guerre
- Durée : 120 minutes
- Date de sortie : 
  - France : 21 janvier 1976

## Distribution
- Jacques Dutronc : Jacques
- Marlène Jobert : Lola
- Jacques Villeret : Simon
- Bruno Cremer : inspecteur Bruno Deschamps
- Brigitte Fossey : Dominique Deschamps
- Jean-Pierre Kalfon : Henri Lafont
- Alain Mottet : commissaire Blanchot
- Marie Déa : Mme Blanchot
- Serge Reggiani : chef de la Résistance
- Stéphane Bouy : Pierre Bonny
- Georg Marischka : le général allemand
- Marie-Pierre de Gérando : chef de la Résistance
- Philippe Léotard : vendeur de Citroën
- Alain Basnier : Blanchot fils
- Valérie Lagrange : Françoise
- Claudio Gaia : Claudio De Souza
- Arlette Emmery : Arlette
- Anne Libert : sa copine
- Hans Verner : officier allemand
- Oskar Freitag : un allemand
- Otto Friebel : un allemand
- Michel Fortin : un truand
- Jean Luisi : un truand
- Michel Charrel : un truand
- André Falcon : le maire
- Étienne Chicot : un lieutenant
- Michel Peyrelon : le présentateur du défilé de mode
- Gérard Dournel : supérieur
- José Luis de Vilallonga : l'homme du couple dévalisé
- Mme de Vilallonga : la femme du couple dévalisé
- Jean Mermet : vendeur de traction
- Adrien Cayla-Legrand : Charles De Gaulle
- Richard Berry : un résistant (non crédité)
- Gérard Sire : voix narrateur/commentateur actualités/speaker radio (non crédité)
- Tony Roedel : un officier allemand (non crédité)
- Jean-Yves Gautier
- Jack Berard
- René Morard
- Lisette Bercy
- Jean Bessière
- Maurice Illouz
- Serge Lahssen
- Jacques Marty
- Jacques Saint-Hilaire
- Roland Neunreuther : cascadeur.

## Autour du film
- Le film est projeté en sépia.
- La carrière de Deschamps évoquée dans le film : inspecteur de police collaborateur de la Gestapo, puis haut fonctionnaire préfectoral à la libération, peut faire penser à celle de Maurice Papon. Cependant le rapprochement avec ce dernier relève de la pure coïncidence, l'affaire Papon n'ayant été dévoilée qu'en 1981.